# Брюкнер, Роланд
Роланд Брюкнер (нем. Roland Brückner; род. 14 декабря 1955, Кётен, Галле) — немецкий гимнаст.

## Достижения
Призёр летних Олимпийских игр 1976 и 1980 годов, где принимал участие в соревнованиях по художественной гимнастике, завоевав бронзовую и серебряную медаль в командных соревнованиях. В индивидуальных соревнованиях на Олимпийских играх 1980 года выиграл золото в вольных упражнениях и две бронзовые медали. В 1979 году завоевал две золотые медали в вольных упражнениях на чемпионате мира по спортивной гимнастике и в 1981 году — на чемпионате Европы. В 1984 году пропустил летние Олимпийские игры из-за их бойкота соревнований спортсменами ГДР. На соревнованиях Дружба-84 выиграл золото и серебро в командном зачете.
Закончил участие в соревнованиях сразу после игр Дружба-84. Впоследствии работал в качестве тренера, недалеко от города Ульма в Германии и в NKL Листаль, Швейцария. В 1984 году был избран гимнастом года Восточной Германии. Женат, имеет двоих детей, Сандру и Томаса.